# 元和台海浜公園

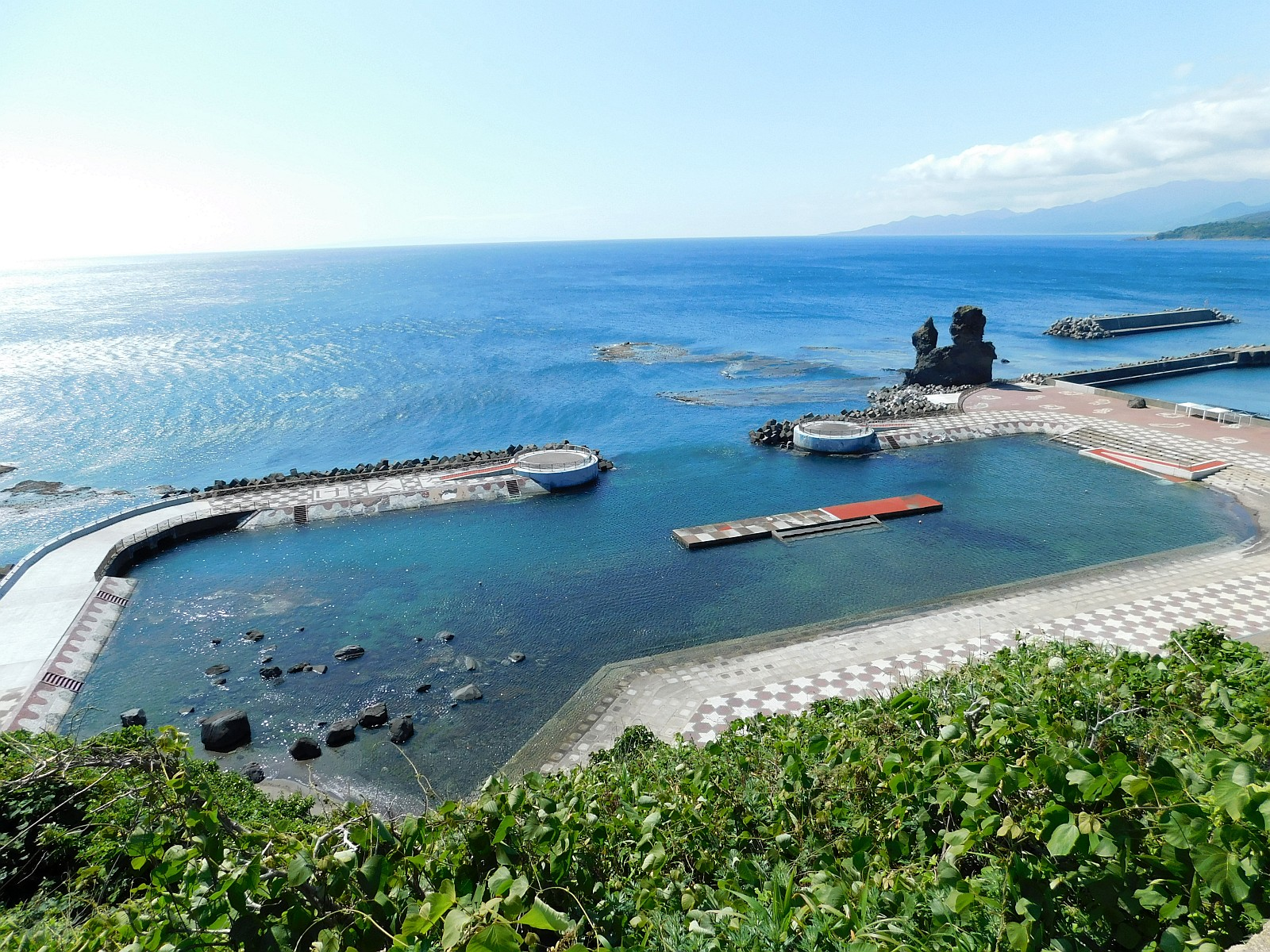
「海のプール」

元和台海浜公園（げんなだいかいひんこうえん）は、北海道爾志郡乙部町にある北海道屈指の海水浴場。
環境省による快水浴場百選のほか、日本の水浴場55選、日本の水浴場88選に選ばれている。毎年7月中旬から8月下旬に開設される。

## 概要
1990年（平成2年）7月28日開設。
海岸を突堤により囲まれ、通称「海のプール」と呼ばれており、外海が多少荒れていても遊泳することができ、近隣の海水浴場が遊泳禁止となっても、遊泳可能な場合が多い。
正面の開口部と南西側の潮通しにより、常時海水が循環している。
環境省の海水浴場水質調査でも、常時最高水質の「AA」を保っており、水中の透明度が高い。更に、シャワーや更衣室を備えるなど、アメニティ面も整備されていることから、利用者からも高い評価を得ている。
7月下旬と8月14日にはイベントを実施している。開設期間中の週末は、「ウニ・ツブ・ホタテ」を放流し、子供を対象とした手づかみ体験を実施し、当公園の名物イベントとなっている。
後背地にはレストラン（北緯42度岬）・駐車場（500台収容）・道の駅ルート229元和台がある。

## アクセス
- 道央自動車道八雲ICから国道277号・国道229号経由で約47キロ（約1時間）
- 函館市から、国道227号・国道229号経由で約75キロ（約1時間30分）